# Cascada Kegon
La cascada Kegon, a veces catarata Kegon (en japonés, 華厳滝, Kegon no Taki) es una gran caída de agua permanente de Japón que se encuentra en el lago Chuzenji (la fuente del río Oshiri), dentro del Parque nacional de Nikkō, en la ciudad de Nikkō, en la prefectura de Tochigi. La cascada, con 97 m de altura, es una de las tres cataratas más bonitas del Japón (las otras dos son las cascada Nachi y la cascada Fukuroda).
La cascada se formó hace unos 20 000 años cuando el río Daiya fue desviado por los flujos de lava del volcán Nantai. Otras doce cascadas más pequeñas están situadas detrás y a los lados de la cascada Kegon, fluyendo el agua a través de numerosas grietas entre la montaña y los flujos de lava.
En el otoño, el tráfico en la carretera de Nikko a Chuzenji a veces puede ralentizarse debido a la afluencia de los visitantes que acuden a ver los colores otoñales.
Las cascada Kegon tiene mala fama porque en ella se producen algunos suicidios, especialmente entre la juventud japonesa.

## Suicidios

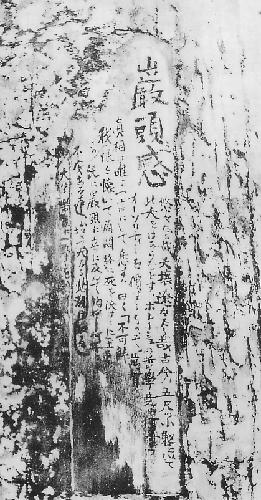
Poema de despedida de Fujimura Misao.

Misao Fujimura (1886-22 de mayo de 1903) un estudiante de filosofía y poeta japonés, es muy reconocido por su poema de despedida escrito directamente en el tronco de un árbol antes de suicidarse saltando desde la cascada Kegon. La historia fue pronto recogida en forma sensacionalista en los periódicos de la época y fue comentada por el famoso escritor Soseki Natsume. Esto hizo que la famosa y pintoresca cascada se convirtiera en un lugar conocido por los amantes y jóvenes desesperados para quitarse la vida (Efecto Werther).

### Nota
- Esta obra contiene una traducción  derivada de «Kegon Falls» de Wikipedia en inglés, publicada por sus editores bajo la Licencia de documentación libre de GNU y la Licencia Creative Commons Atribución-CompartirIgual 4.0 Internacional.